# ルーベン・グッドスタイン
ルーベン・ルイス・グッドスタイン（英: Reuben Louis Goodstein、1912年12月15日 - 1985年3月8日
）は、イングランドの数学者。数学教育と哲学に関心を持った。

## 生い立ち
グッドスタインはロンドンのセント・ポールズ・スクールで教育を受けた。ケンブリッジ大学モードリン・カレッジで修士号を獲得した後、レディング大学で働いたが、最終的には学者人生の大半をレスター大学で過ごした。1946年、レディング大学で働きつつもロンドン大学でPhDを取得した。
グッドスタインはルートヴィヒ・ウィトゲンシュタインの下でも学んでいた。

## 研究
有限的観点から見た解析の再構築や有限主義に関する多くの作品を発表した。例えば Constructive Formalism. Essays on the foundations of mathematics などが挙げられる。グッドスタインの定理は、ペアノの公理からは導出されないが、二階算術のようなより強い形式体系で証明できる、最初期の定理の一例である。
現在でも使用される演算子の名前（テトレーション、ペンテーション、ヘキセーション）とともに、アッカーマン関数を変形したハイパー演算数列を導入した。 
数理論理学分野では、イギリスでこの分野の初の教授となった。数理論理学、解析学、数学の哲学のほか、グッドスタインは数学教育にも強い関心をもった。1956年から1962年まで、 The Mathematical Gazette の編集長を務めていた。1962年、ストックホルム開催の国際数学者会議の招待講演者として、  A recursive lattice を講義した。指導学生にマルティン・レーブやアラン・バンディがいる。

## 出版物
- Fundamental concepts of mathematics, Pergamon Press, 1962, 2nd edn. 1979
- Essays in the philosophy of mathematics, Leicester University Press 1965
- Recursive Analysis, North Holland 1961, Dover 2010
- Mathematical Logic, Leicester University Press 1957[5]
- Development of mathematical logic, London, Logos Press 1971
- Complex functions, McGraw Hill 1965
- Boolean Algebra, Pergamon Press 1963, Dover 2007
- Recursive number theory - a development of recursive arithmetic in a logic-free equation calculus, North Holland 1957
- Constructive formalism - essays on the foundations of mathematics, Leicester University College 1951
- E. J. F. Primrose共著: Axiomatic projective geometry, Leicester University College 1953

### 邦訳書籍
- グッドシュタイン, R.L. 著、小林富郎 訳『現代数学の基本概念』法政大学出版局、1968年。1968年版:NDLJP:2422301, 1971年版:NDLJP:12608375。
- グッドステイン, R.L. 著、赤摂也 訳『ブール代数』培風館、1971年。NDLJP:12623982。
- グッドステイン, R.L. 著、赤摂也 訳『数学基礎論入門』培風館、1979年。NDLJP:12608436。